# 제7통신사령부
제7통신사령부(7th Signal Command)는 미국 육군 통신대의 사령부 중 하나이다.
1975년 7월 1일부터 1993년 10월 1일까지 메릴랜드주 포트 리치에서 창설되어 주둔하였고, 2008년 7월 16일, 조지아주 포트 고든에서 재소집되었다.
- 제21통신여단
- 제93통신여단
- 제106통신여단
- 제1108통신여단; 1988년 7월 6일 ~ 1993년 8월

## 계보
- 1975년 7월 1일, Headquarters and Headquarters Company, 7th Signal Command
→제7통신사령부, 본부 및 본부중대

## 참고
- “Headquarters and Headquarters Company 7th Signal Command” (영어). Center of Military History. 2008년 10월 2일. 2020년 2월 25일에 확인함.